# Стове, Бетти
Бетти Флиппина Стове (нидерл. Betty Stöve; род. 24 июня 1945, Роттердам) — нидерландская теннисистка и теннисный тренер, мастер игры в парах. Десятикратная победительница турниров Большого шлема в женском и смешанном парном разряде, двукратная победительница чемпионатов тура Virginia Slims в парном разряде.

## Игровая карьера
В конце 60-х годов Бетти Стове едва не пришлось навсегда распрощаться с теннисом. Вирусное заболевание вызвало осложнения, связанные с работой щитовидной железы. После 18 месяцев болезни врачи советовали Бетти не возвращаться на корт, но она сумела доказать, что её карьера только начинается.
Наиболее успешными в карьере Стове были 1972 и 1977 годы. В 1972 году Стове со своей партнёршей Франсуазой Дюрр победила во всех трёх турнирах Большого шлема в женском парном разряде, в которых участвовала (за исключением Открытого чемпионата Австралии), достижение, иногда называемое Малый шлем. В 1977 году она играла в пяти из шести возможных финалов Уимблдонского турнира (одиночный, женский парный и смешанный парный разряд) и Открытого чемпионата США (женские и смешанные пары). Она проиграла все три финала на Уимблдоне, но оба раза выиграла в Нью-Йорке. Она также выиграла с Дюрр парный чемпионат WTA и была признана «спортсменкой года» в Нидерландах в 1977 году.
Очень удачным был также 1979 год, когда Стове выиграла два турнира Большого шлема и Открытый чемпионат Италии с Венди Тёрнбулл и итоговый турнир года с Дюрр, а на Уимблдоне дошла до финала в турнирах женских и смешанных пар (также до финала в миксте она дошла и на Открытом чемпионате США).
Всего за карьеру Стове играла в 28 финалах турниров Большого шлема: один раз в одиночном разряде, 14 раз в женских и 13 раз в смешанных парах. В общей сложности она завоевала десять титулов на турнирах Большого шлема.
С 1964 года Стове защищала цвета сборной Нидерландов в Кубке Федерации. Её лучшими достижениями в составе сборной были выходы в полуфинал Мировой группы в 1969 и 1976 годах. В общей сложности она провела за сборную 60 матчей, выиграв 45 и проиграв 15. В одиночном разряде её результаты были ещё более впечатляющими: 22 победы при всего пяти поражениях.

## Тренерская и административная карьера
Ближе к концу игровой карьеры, выступая в паре с Ганой Мандликовой, Стове взяла на себя функции тренера молодой чешской теннисистки. Она оставалась тренером Мандликовой до 1990 года. В 90-е годы Стове тренировала свою соотечественницу Кристи Богерт, ставшую победительницей Открытого чемпионата Франции 1994 года в миксте и финалисткой Олимпиады в Сиднее. В 1989 году Стове вместе с Мандликовой издала книгу «Тотальный теннис» (англ. Total tennis) — учебник теннисной игры.
Стове входила в руководство Международной федерации тенниса, став первой женщиной в исполкоме этой организации. Она также три раза избиралась председателем ассоциации игроков WTA.

## Участие в финалах турниров Большого шлема за карьеру

### Одиночный разряд (1)

#### Поражение (1)
| Год  | Турнир              | Покрытие | Соперница в финале | Счёт в финале |
| ---- | ------------------- | -------- | ------------------ | ------------- |
| 1977 | Уимблдонский турнир | Трава    | Вирджиния Уэйд     | 4–6, 6–3, 6–1 |

### Женский парный разряд (14)

#### Победы (6)
| Год  | Турнир                         | Покрытие | Партнёр             | Соперницы в финале                  | Счёт в финале |
| ---- | ------------------------------ | -------- | ------------------- | ----------------------------------- | ------------- |
| 1972 | Открытый чемпионат Франции     | Грунт    | Билли-Джин Кинг     | Нелл Трумэн Винни Шо                | 6–1, 6–2      |
| 1972 | Уимблдонский турнир            | Трава    | Билли-Джин Кинг     | Франсуаза Дюрр Джуди Тегарт-Далтон  | 6–2, 4–6, 6–3 |
| 1972 | Открытый чемпионат США         | Трава    | Франсуаза Дюрр      | Маргарет Корт Вирджиния Уэйд        | 6–3, 1–6, 6–3 |
| 1977 | Открытый чемпионат США (2)     | Грунт    | Мартина Навратилова | Рене Ричардс Бетти-Энн Стюарт       | 6–1, 7–6      |
| 1979 | Открытый чемпионат Франции (2) | Грунт    | Венди Тёрнбулл      | Франсуаза Дюрр Вирджиния Уэйд       | 3–6, 7–5, 6–4 |
| 1979 | Открытый чемпионат США (3)     | Хард     | Венди Тёрнбулл      | Билли-Джин Кинг Мартина Навратилова | 6–4, 6–3      |

#### Поражения (8)
| Год  | Турнир                     | Покрытие | Партнёр             | Соперницы в финале                  | Счёт в финале |
| ---- | -------------------------- | -------- | ------------------- | ----------------------------------- | ------------- |
| 1973 | Открытый чемпионат Франции | Грунт    | Франсуаза Дюрр      | Маргарет Корт Вирджиния Уэйд        | 6–2, 6–3      |
| 1973 | Уимблдонский турнир        | Трава    | Франсуаза Дюрр      | Розмари Казалс Билли-Джин Кинг      | 6–1, 4–6, 7–5 |
| 1974 | Открытый чемпионат США     | Трава    | Франсуаза Дюрр      | Розмари Казалс Билли-Джин Кинг      | 7–6, 6–7, 6–4 |
| 1975 | Уимблдонский турнир (2)    | Трава    | Франсуаза Дюрр      | Энн Кийомура Кадзуко Савамацу       | 7–5, 1–6, 7–5 |
| 1976 | Уимблдонский турнир (3)    | Трава    | Билли-Джин Кинг     | Крис Эверт Мартина Навратилова      | 6–1, 3–6, 7–5 |
| 1977 | Уимблдонский турнир (4)    | Трава    | Мартина Навратилова | Хелен Гурле Джоанна Расселл         | 6–3, 6–3      |
| 1979 | Уимблдонский турнир (5)    | Трава    | Венди Тёрнбулл      | Билли-Джин Кинг Мартина Навратилова | 5–7, 6–3, 6–2 |
| 1980 | Открытый чемпионат США (2) | Хард     | Пэм Шрайвер         | Билли-Джин Кинг Мартина Навратилова | 7–6, 7–5      |

### Смешанный парный разряд (13)

#### Победы (4)
| Год  | Турнир                     | Покрытие | Партнёр       | Соперники в финале               | Счёт в финале |
| ---- | -------------------------- | -------- | ------------- | -------------------------------- | ------------- |
| 1977 | Открытый чемпионат США     | Грунт    | Фрю Макмиллан | Билли-Джин Кинг Витас Герулайтис | 6–2, 3–6, 6–3 |
| 1978 | Уимблдонский турнир        | Трава    | Фрю Макмиллан | Билли-Джин Кинг Рэй Раффлз       | 6–2, 6–2      |
| 1978 | Открытый чемпионат США (2) | Хард     | Фрю Макмиллан | Билли-Джин Кинг Рэй Раффлз       | 6–3, 7–6      |
| 1981 | Уимблдонский турнир (2)    | Трава    | Фрю Макмиллан | Трейси Остин Джон Остин          | 4–6, 7–6, 6–3 |

#### Поражения (9)
| Год  | Турнир                         | Покрытие | Партнёр         | Соперники в финале              | Счёт в финале |
| ---- | ------------------------------ | -------- | --------------- | ------------------------------- | ------------- |
| 1971 | Открытый чемпионат США         | Трава    | Роб Мод         | Билли-Джин Кинг Оуэн Дэвидсон   | 6–3, 7–5      |
| 1973 | Открытый чемпионат Франции     | Грунт    | Патрис Домингес | Франсуаза Дюрр Жан-Клод Барклай | 6–1, 6–4      |
| 1975 | Уимблдонский турнир            | Трава    | Аллен Стоун     | Маргарет Корт Марти Риссен      | 6–4, 7–5      |
| 1976 | Открытый чемпионат США (2)     | Грунт    | Фрю Макмиллан   | Билли-Джин Кинг Фил Дент        | 3–6, 6–2, 7–5 |
| 1977 | Уимблдонский турнир (2)        | Трава    | Фрю Макмиллан   | Грир Стивенс Боб Хьюитт         | 3–6, 7–5, 6–4 |
| 1979 | Уимблдонский турнир (3)        | Трава    | Фрю Макмиллан   | Грир Стивенс Боб Хьюитт         | 7–5, 7–6      |
| 1979 | Открытый чемпионат США (3)     | Хард     | Фрю Макмиллан   | Грир Стивенс Боб Хьюитт         | 6–3, 7–5      |
| 1980 | Открытый чемпионат США (4)     | Хард     | Фрю Макмиллан   | Венди Тёрнбулл Марти Риссен     | 7–5, 6–2      |
| 1981 | Открытый чемпионат Франции (2) | Грунт    | Фред Макнейр    | Андреа Джегер Джимми Ариас      | 7–6, 6–4      |

## Участие в финалах Virginia Slims Championships / Avon Championships (3)

### Парный разряд (3)
| Результат | Год  | Место проведения | Партнёр        | Соперницы в финале             | Счёт в финале |
| --------- | ---- | ---------------- | -------------- | ------------------------------ | ------------- |
| Поражение | 1973 | Нью-Йорк         | Франсуаза Дюрр | Розмари Казалс Маргарет Корт   | 2–6, 4–6      |
| Поражение | 1974 | Лос-Анджелес     | Франсуаза Дюрр | Розмари Казалс Билли-Джин Кинг | 1–6, 7–6, 5–7 |
| Победа    | 1979 | Нью-Йорк         | Франсуаза Дюрр | Сью Баркер Энн Кийомура        | 7–6, 7–6      |

## История участия в турнирах Большого шлема в женском парном разряде
| Турнир                       | 1967 | 1968 | 1969 | 1970 | 1971 | 1972 | 1973 | 1974 | 1975 | 1976 | 1977 | 1978 | 1979 | 1980 | 1981 | 1982 | 1983 | 1984 | 1985 | Итого  |
| ---------------------------- | ---- | ---- | ---- | ---- | ---- | ---- | ---- | ---- | ---- | ---- | ---- | ---- | ---- | ---- | ---- | ---- | ---- | ---- | ---- | ------ |
| Открытый чемпионат Австралии | 1/2  | НУ   | НУ   | НУ   | НУ   | НУ   | НУ   | НУ   | НУ   | НУ   | НУ   | НУ   | НУ   | 1/4  | 1/4  | 3К   | 2К   | НУ   | НУ   | 0 / 5  |
| Открытый чемпионат Франции   | НУ   | НУ   | НУ   | 1/4  | 1/4  | П    | Ф    | НУ   | НУ   | НУ   | НУ   | НУ   | П    | 1/2  | 3К   | 3К   | 1К   | НУ   | НУ   | 2 / 9  |
| Уимблдонский турнир          | НУ   | НУ   | 3К   | 3К   | 1К   | П    | Ф    | 1/4  | Ф    | Ф    | Ф    | 3К   | Ф    | 1/4  | НУ   | 2К   | 2К   | 1К   | НУ   | 1 / 15 |
| Открытый чемпионат США       | НУ   | НУ   | НУ   | НУ   | 1/4  | П    | 1/4  | Ф    | 1/2  | 1/4  | П    | 1К   | П    | Ф    | 3К   | 3К   | 1К   | 1К   | 1К   | 3 / 15 |